# Campyloneurum abruptum
Campyloneurum abruptum là một loài thực vật có mạch trong họ Polypodiaceae. Loài này được (Lindm.) B. León miêu tả khoa học đầu tiên năm 1993.